# Miha Goropevšek
Miha Goropevšek (ur. 12 marca 1991 w Celju) – słoweński piłkarz, grający na pozycji obrońcy.

## Kariera piłkarska

### Kariera klubowa
Wychowanek klubów NK Šampion Celje, w barwach którego w 2011 rozpoczął karierę piłkarską. Latem 2014 wyjechał za granicę, gdzie został piłkarzem klubu Legionovia Legionowo. 7 sierpnia 2015 przeszedł do Wołyni Łuck. 31 maja 2017 po wygaśnięciu kontraktu piłkarz opuścił wołyński klub. W sezonie 2017/18 bronił barw Olimpii Grudziądz. 27 czerwca 2018 wrócił do Wołyni Łuck. 28 listopada 2019 opuścił Wołyń.